# Dzień Zwycięstwa
Narodowy Dzień Zwycięstwa – święto państwowe obchodzone w Polsce 8 maja. W Polsce był on wcześniej obchodzony 9 maja od 1945 do 2015 jako Narodowe Święto Zwycięstwa i Wolności – święto państwowe obchodzone 9 maja w byłym bloku wschodnim oraz 8 maja m.in. w Czechach, Francji i Polsce upamiętniające zakończenie II wojny światowej w Europie.

## Historia
Obchodzone dawniej w ZSRR i krajach bloku socjalistycznego, obecnie w niektórych państwach obszaru postradzieckiego. Jedno z głównych świąt państwowych w Federacji Rosyjskiej i Republice Białorusi.

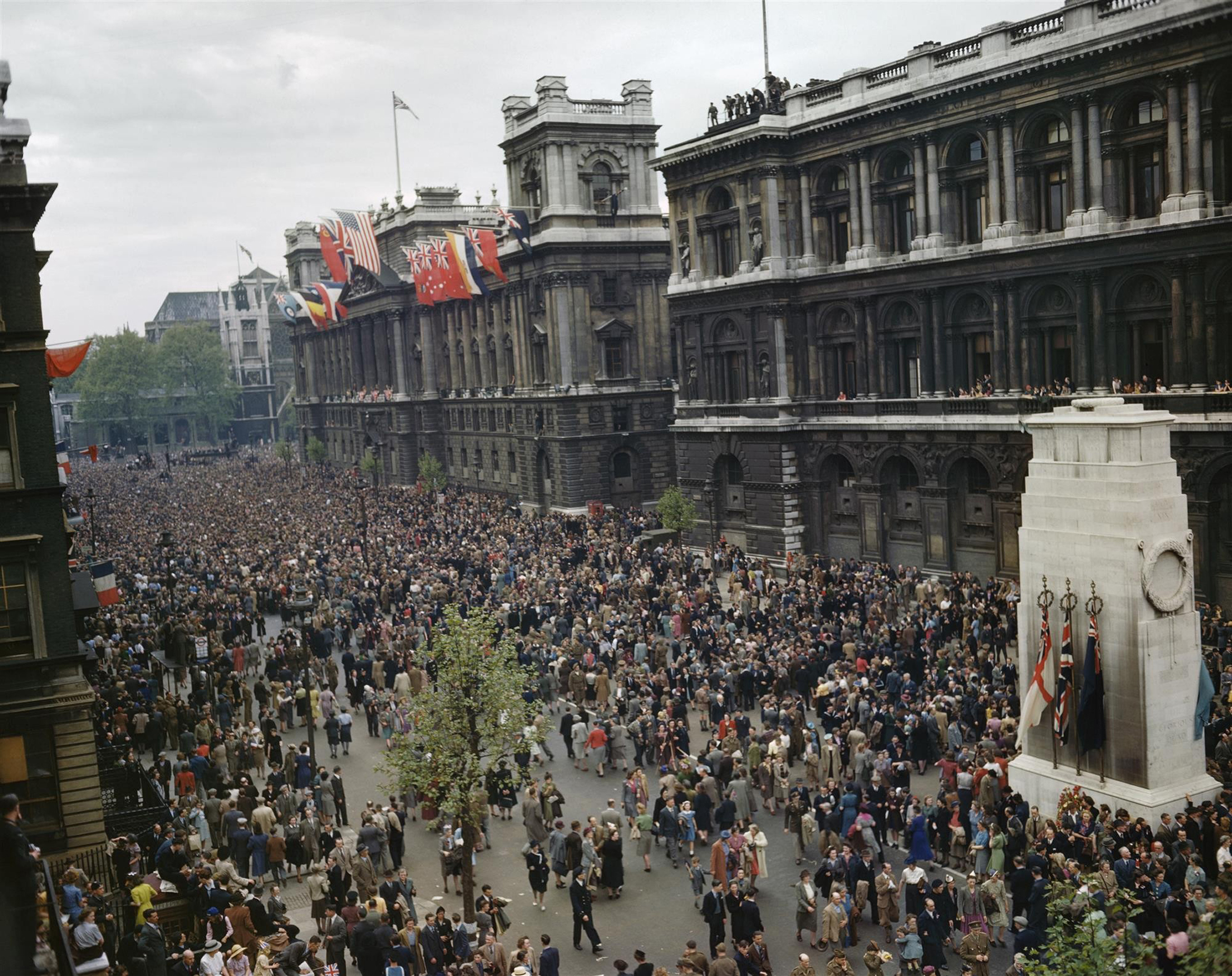
Londyn świętuje 8 maja 1945 roku

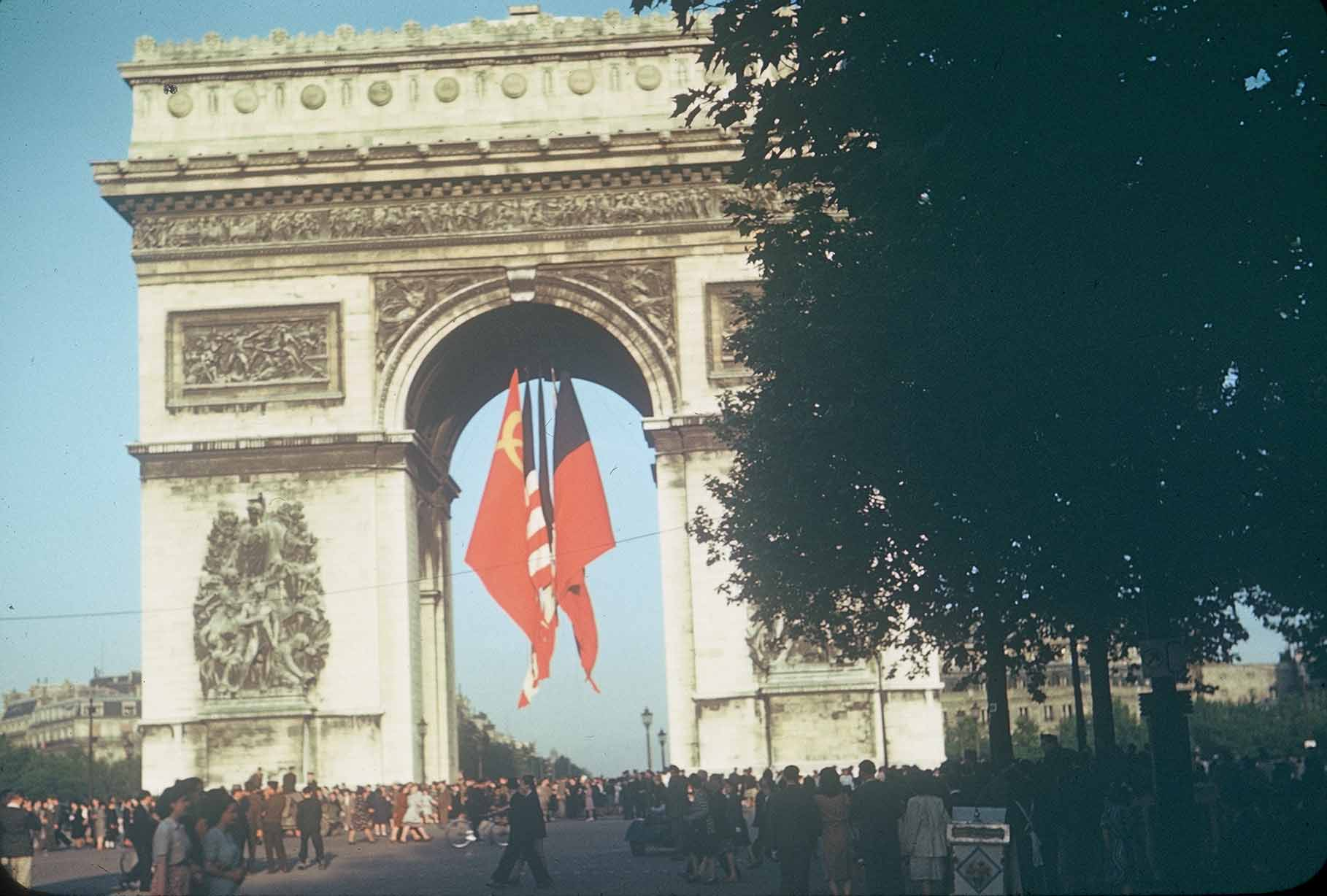
Paryż świętuje 8 maja 1945 roku

## 8 maja w Polsce
8 maja 1945 odbyło się posiedzenie Rady Ministrów z udziałem prezydenta Krajowej Rady Narodowej. Oprócz daty 9 maja proponowano ustanowienie święta na dzień 8 maja (propozycja marszałka Michała Roli-Żymierskiego) oraz 10 maja (propozycja rządu). Ostatecznie w Polsce Narodowe Święto Zwycięstwa i Wolności zostało ustanowione dekretem z 8 maja 1945 zatwierdzonym przez Krajową Radę Narodową, której przewodził Bolesław Bierut. Art. 1 tegoż dekretu głosił:

Celem upamiętnienia po wsze czasy zwycięstwa Narodu Polskiego i Jego Wielkich Sprzymierzeńców nad najeźdźcą germańskim, demokracji nad hitleryzmem i faszyzmem, wolności i sprawiedliwości nad niewolą i gwałtem – dzień 9 maja, jako dzień zakończenia działań wojennych, stanowić będzie Narodowe Święto Zwycięstwa i Wolności.

W Polsce Ludowej święto obchodzone było uroczyście w latach 1946–1989, a w okresie 1945–1950 był to dzień wolny od pracy. Został zniesiony z wykazu dni wolnych ustawą z 15 stycznia 1951. Przywrócono ponownie dzień wolny od pracy w latach 1982–1989. Główne obchody przeprowadzano na placu Zwycięstwa lub placu Defilad w Warszawie.
Po 1990 r. nie organizowano oficjalnych uroczystości, jednak w wielu miastach jednostki wojskowe wspólnie z samorządami organizowały własne obchody święta. Oprócz tego nieregularnie żołnierze polscy brali udział w paradzie w Moskwie.
Pomimo zmian ustrojowych w Polsce, obchodzone 9 maja Narodowe Święto Zwycięstwa i Wolności pozostało oficjalnym świętem państwowym. W 2014 r. zwrócił na to uwagę dyrektor Biura Edukacji Publicznej IPN Andrzej Zawistowski. W końcu marca 2015 r. z powodu nadchodzącej 70. rocznicy zakończenia II wojny światowej w Europie, Prezes IPN Łukasz Kamiński skierował na ręce Marszałka Sejmu RP pismo z prośbą o zniesienie Narodowego Święta Zwycięstwa i Wolności obchodzonego 9 maja. 24 kwietnia 2015 Sejm RP przyjął ustawę o Narodowym Dniu Zwycięstwa obchodzonym 8 maja, jednocześnie znosząc Narodowe Święto Zwycięstwa i Wolności obchodzone 9 maja. Początkowo planowano dla święta 8 maja nazwę Narodowe Święto Zwycięstwa albo nawet całkowite zniesienie tego święta, tj. bez ustanawiania innego święta związanego z zakończeniem II wojny światowej. Później planowano, by nazwa święta 8 maja brzmiała Dzień Zwycięstwa, tj. bez przymiotnika narodowy.

## 9 maja w Rosji
W okresie istnienia Związku Radzieckiego, Dzień Zwycięstwa (9 maja) był obchodzony we wszystkich krajach bloku wschodniego.
W 1985 roku w defiladzie w Moskwie maszerowali weterani Wojska Polskiego 1 Polskiej Dywizji Piechoty im. Tadeusza Kościuszki. Polacy maszerowali za radzieckimi weteranami uczestnikami parady zwycięstwa w Moskwie w 1945 roku. Oprócz Polaków zagranicznymi uczestnikami parady byli weterani z Czechosłowacji, którzy maszerowali za Polakami.
W latach 90. XX wieku obchody Dnia Zwycięstwa były znacznie skromniejsze. Zmieniło się to, gdy Władimir Putin doszedł do władzy. Obchody 60. rocznicy w 2005 stały się największym świętem narodowym i ludowym.

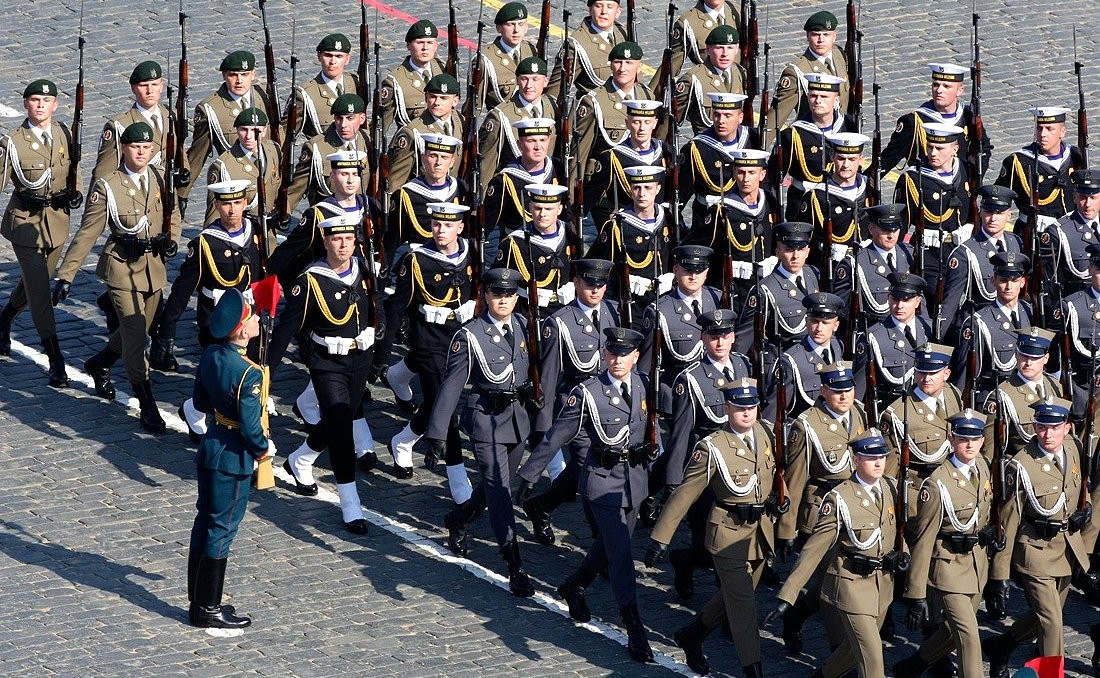
Wojsko Polskie podczas Parady Zwycięstwa 9 maja 2010 w Moskwie

W obchodach 65. rocznicy w 2010 roku wzięły udział wojska z następujących krajów (wg kolejności marszu): Azerbejdżan, Armenia, Białoruś, Kazachstan, Kirgistan, Mołdawia, Tadżykistan, Ukraina, Polska, Zjednoczone Królestwo, Stany Zjednoczone, Francja, Turkmenistan. Zaproszenia do udziału nie przyjął Uzbekistan. Nie zaproszono Gruzji, uzasadniając to wystąpieniem Gruzji ze Wspólnoty Niepodległych Państw. Polacy maszerowali zaraz za krajami byłego Związku Radzieckiego, a przed aliantami zachodnimi. Spiker zaznaczył udział Polaków w walkach o Berlin oraz udział w defiladzie zwycięstwa w Moskwie w 1945 roku.
Obchody 70. rocznicy w 2015 były okazją do budowania dumy narodowej w obliczu problemów gospodarczych i geopolitycznych. W paradzie w Moskwie wzięło udział 16 000 rosyjskich żołnierzy, 1300 żołnierzy z 10 krajów, około 200 pojazdów opancerzonych, 150 samolotów i śmigłowców. W defiladzie wzięły udział wojska z państw (wg kolejności marszu): Azerbejdżan, Armenia, Białoruś, Kazachstan, Kirgistan, Tadżykistan, Indie, Mongolia, Serbia, Chiny. Pomimo zaproszenia w paradzie nie wzięła udziału Polska. Na paradzie zaprezentowano publicznie najnowsze konstrukcje rosyjskiego przemysłu wojskowego takie jak czołg T-14 Armata.
Obchody 75. rocznicy w 2020 były ograniczone lub opóźnione z powodu epidemii koronawirusa. 9 maja 2020 parada składała się wyłącznie z części powietrznej, a zasadniczą Paradę Zwycięstwa zorganizowano z opóźnieniem, 24 czerwca 2020 – w 75. rocznicę pierwszej Parady Zwycięstwa. W Paradzie wzięło udział ponad 15 000 żołnierzy, z czego przemaszerowało ponad 13 000 żołnierzy, przejechało 234 pojazdów, przeleciało 80 śmigłowców i samolotów. Wzięły udział wojska z następujących krajów (wg kolejności marszu): Azerbejdżan, Armenia, Białoruś, Indie, Kazachstan, Kirgistan, Chiny, Mołdawia, Mongolia, Serbia, Tadżykistan, Turkmenistan i Uzbekistan.

## 9 maja na Ukrainie

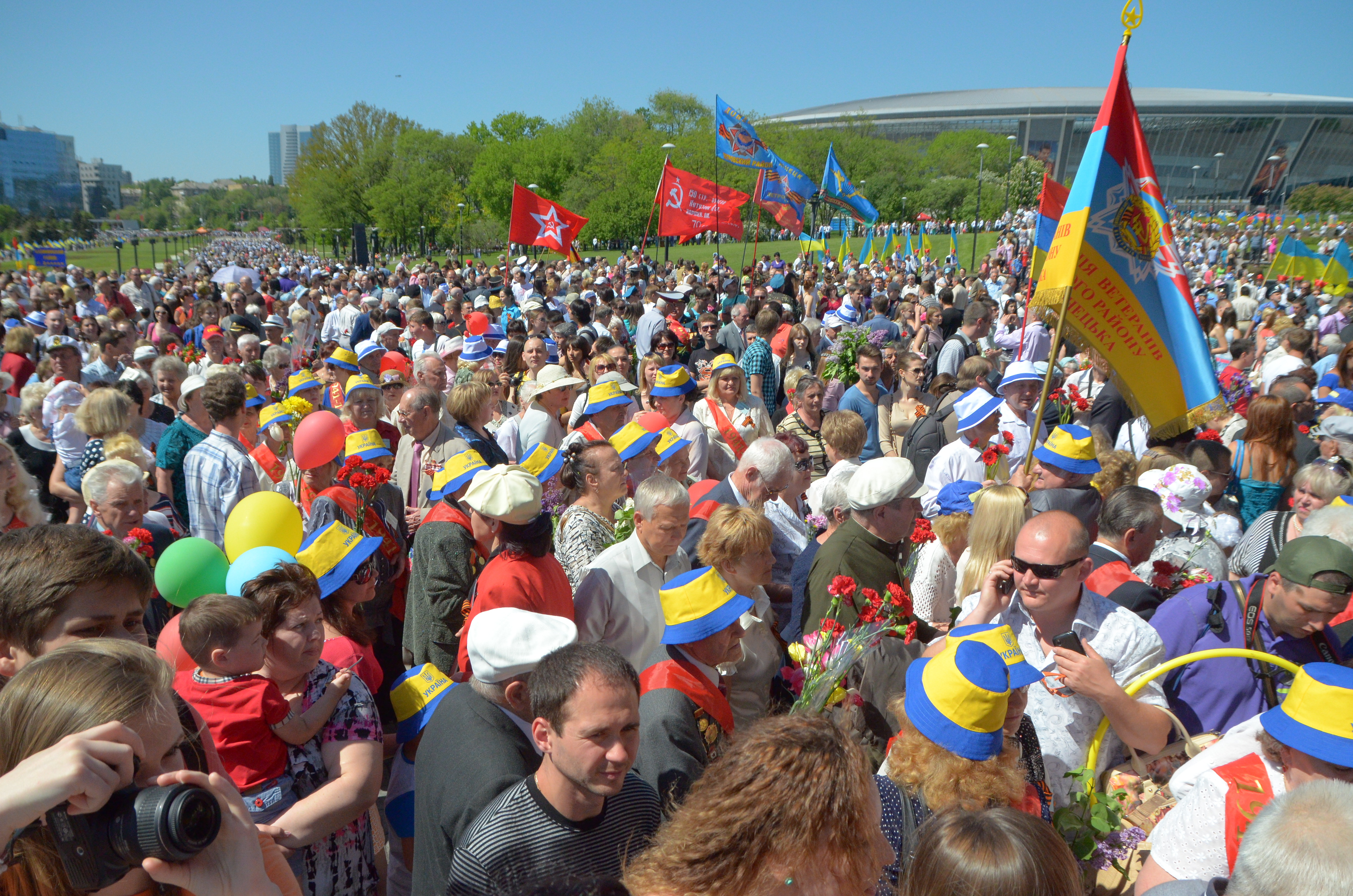
Dzień Zwycięstwa w Doniecku, Ukraina (2013)

Od 2015 zamiast Dnia Zwycięstwa na Ukrainie jest ustanowiony Dzień Zwycięstwa nad Nazizmem w II Wojnie Światowej.
Od 2023 r. 8 maja obchodzony będzie jako Dzień Pamięci i Pojednania, a 9 maja jako Dzień Europy.

## Kraje, w których obchodzi się 8 maja
- Czechy – oficjalnie uznane 8 maja od 1946 roku
- Francja – oficjalnie uznane 8 maja od 1946 roku
- Polska – oficjalnie uznane i ustanowione 9 maja 1945 roku (do 1950 dzień wolny od pracy), zmienione 24 kwietnia 2015 roku na obecną datę, tj. 8 maja.

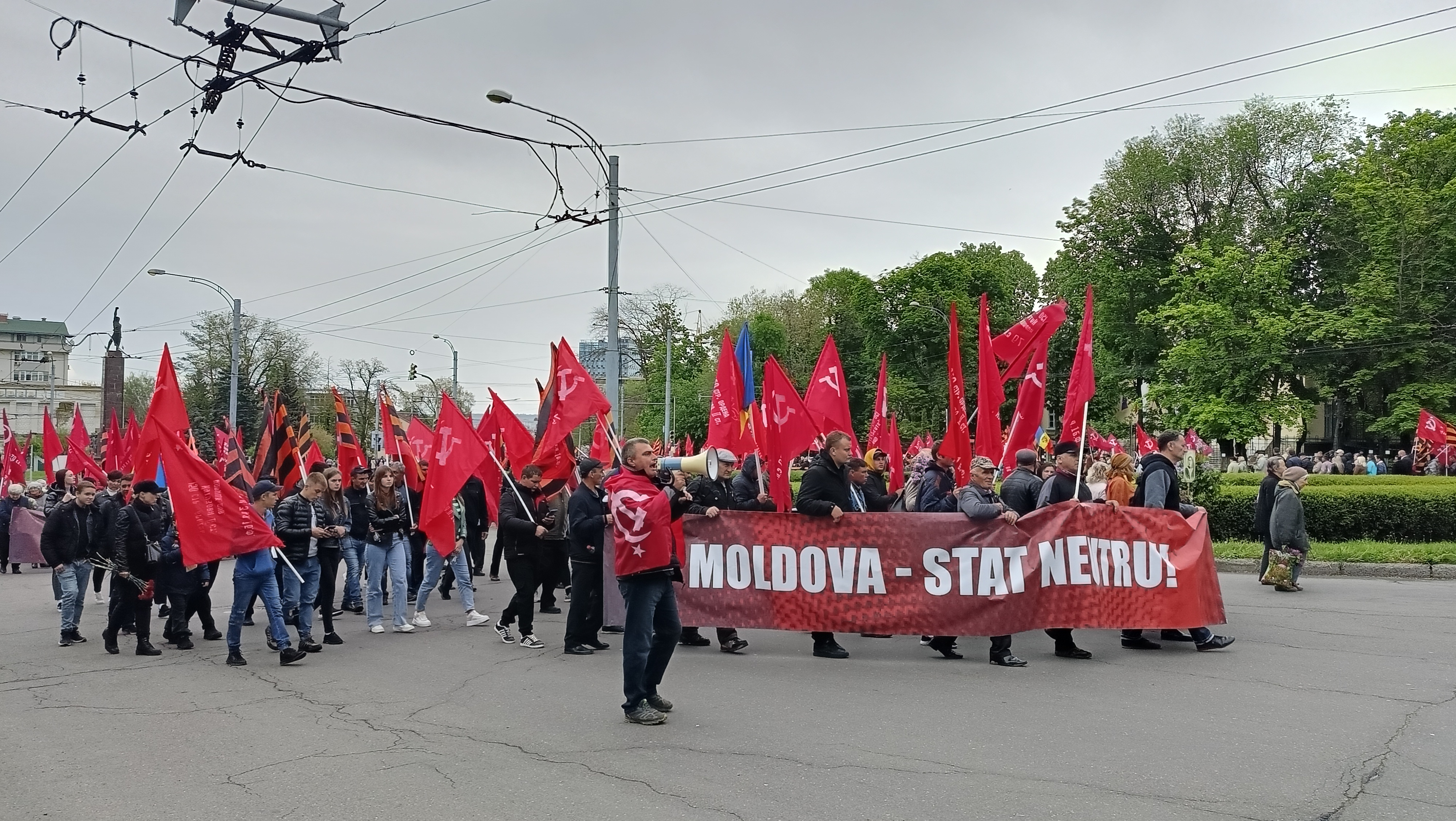
Obchody Dnia Zwycięstwa w Kiszyniowie (2023)

- Słowacja – oficjalnie uznane i ustanowione 8 maja, dzień wolny od pracy
- Wielka Brytania – oficjalnie uznane 8 maja od 1946 roku
- Ukraina – oficjalnie uznane i ustanowione 9 maja od 1991 roku, zmienione w 2023 roku na 8 maja, dzień wolny od pracy[17][18].

## Kraje, w których obchodzi się 9 maja
- Armenia – oficjalnie uznane 9 maja od 1946 roku;
- Azerbejdżan – oficjalnie uznane 9 maja od 1946 roku;
- Białoruś – oficjalnie uznane 9 maja od 1946 roku, dzień wolny od pracy;
- Gruzja – oficjalnie uznane 9 maja od 1946 roku;
- Kazachstan – oficjalnie uznane 9 maja od 1947 roku, dzień wolny od pracy;
- Kirgistan – oficjalnie uznane 9 maja od 1946 roku;
- Mołdawia – oficjalnie uznane 9 maja od 1951 roku, dzień wolny od pracy;
- Rosja – oficjalnie uznane 9 maja od 1946 roku; dzień wolny od pracy;
- Tadżykistan – oficjalnie uznane 9 maja od 1946 roku;
- Turkmenistan – oficjalnie uznane 9 maja od 1946 roku;
- Ukraina – oficjalnie uznane 9 maja od 1946 roku, dzień wolny od pracy; oficjalnie uznane 8 i 9 maja od 2014 roku jako „Dzień Pamięci”[19];
- Uzbekistan – oficjalnie uznane 9 maja od 1946 do 1998 roku, od 1999 r., dzień wolny jako „Dzień Pamięci”[20];
- Izrael – oficjalnie uznane 9 maja od 2000 roku

## Czas Pamięci i Jedności
22 listopada 2004 Zgromadzenie Ogólne ONZ ustanowiło dni 8 i 9 maja czasem pamięci i jedności ofiar II Wojny Światowej.